# Аллея кованых фонарей (Брест)
Алле́я ко́ваных фонаре́й (также Аллея «литературных» фонарей)  — аллея, открытая в честь очередной годовщины освобождения Бреста от немецко-фашистских захватчиков.
27 июля 2013 года состоялось её торжественное открытие. Местом для размещения Аллеи кованых фонарей послужила улица Гоголя, находящаяся в центре города.

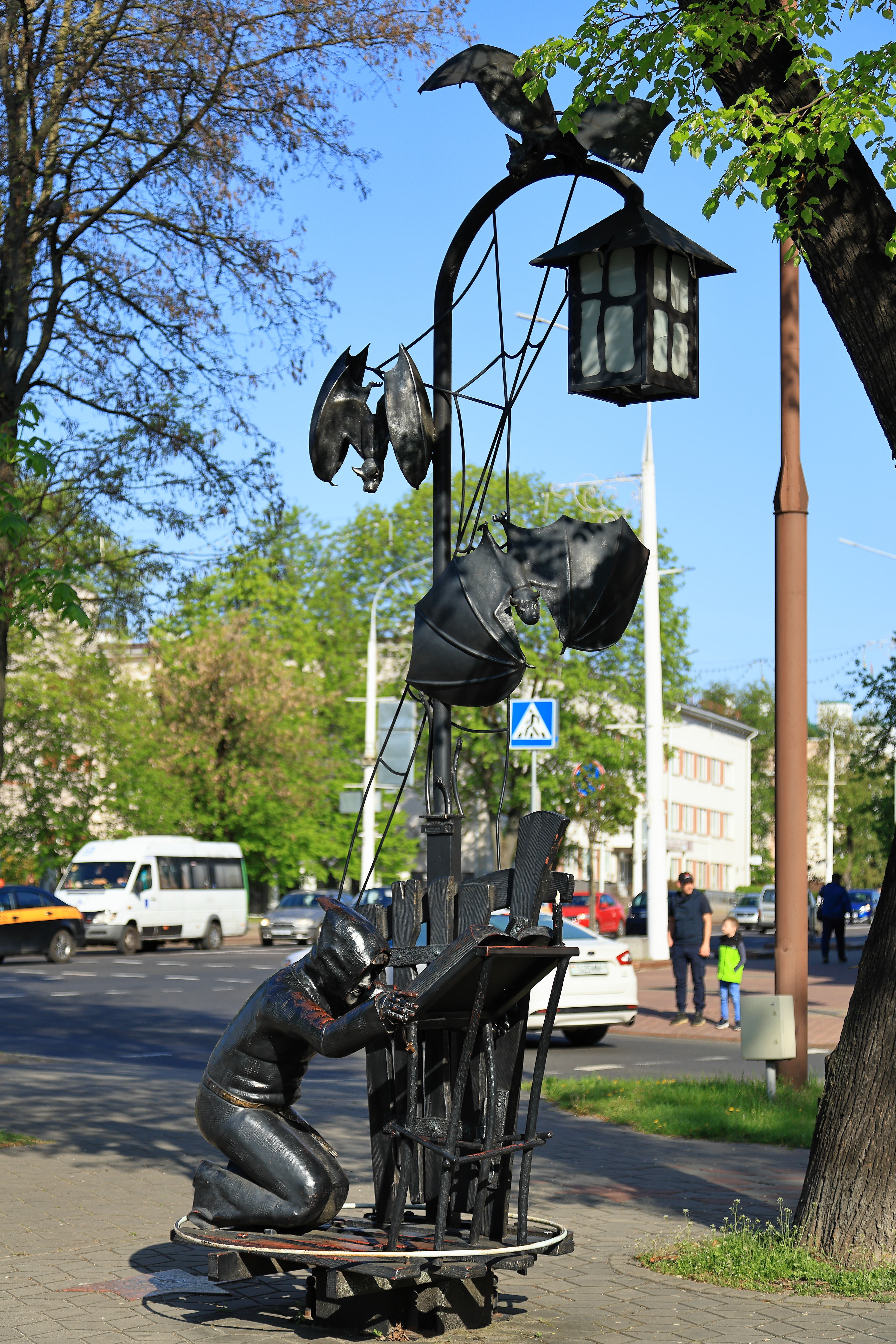
Хома Брут

## Описание

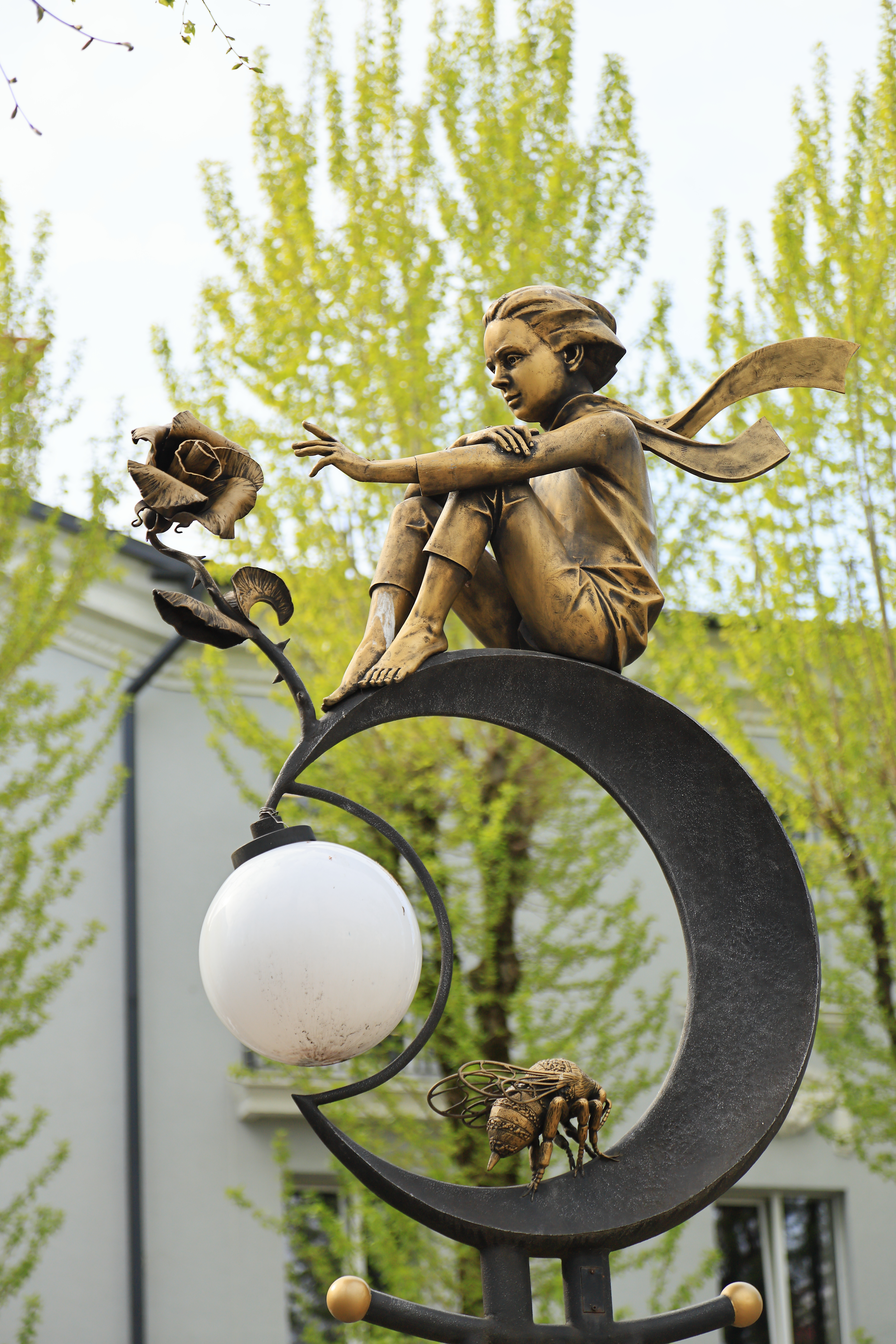
Маленький принц и Роза

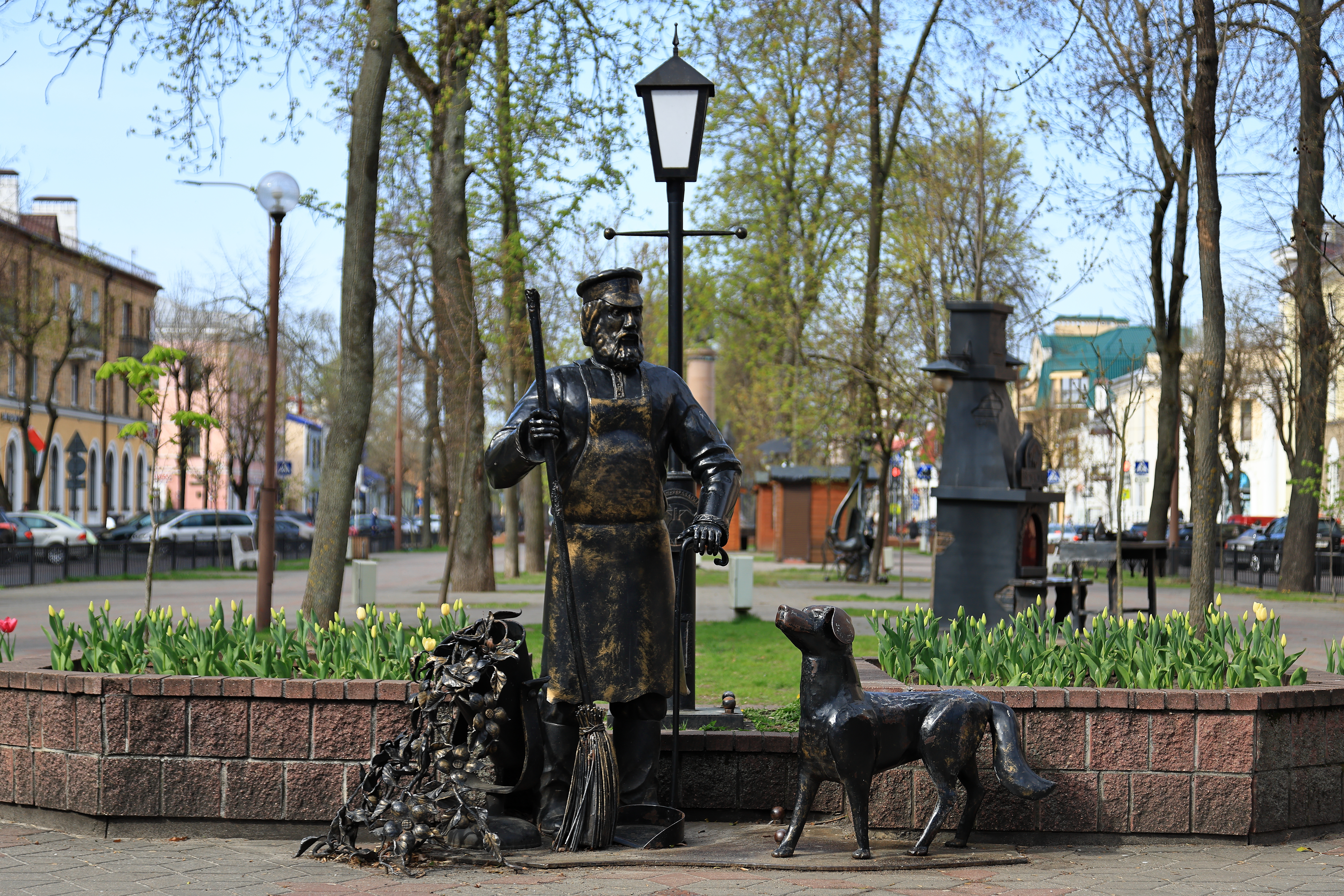
Дворник

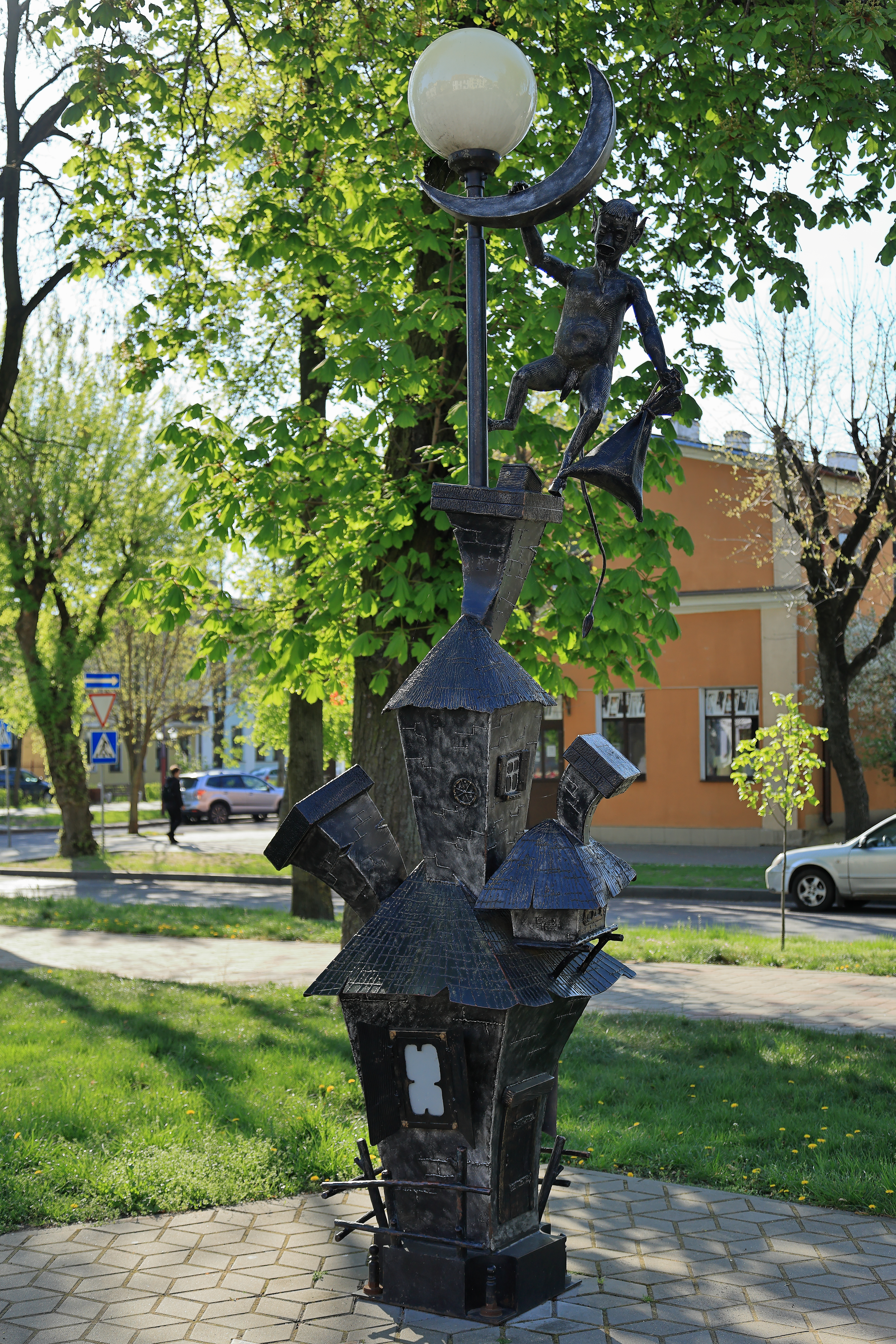
близ Диканьки

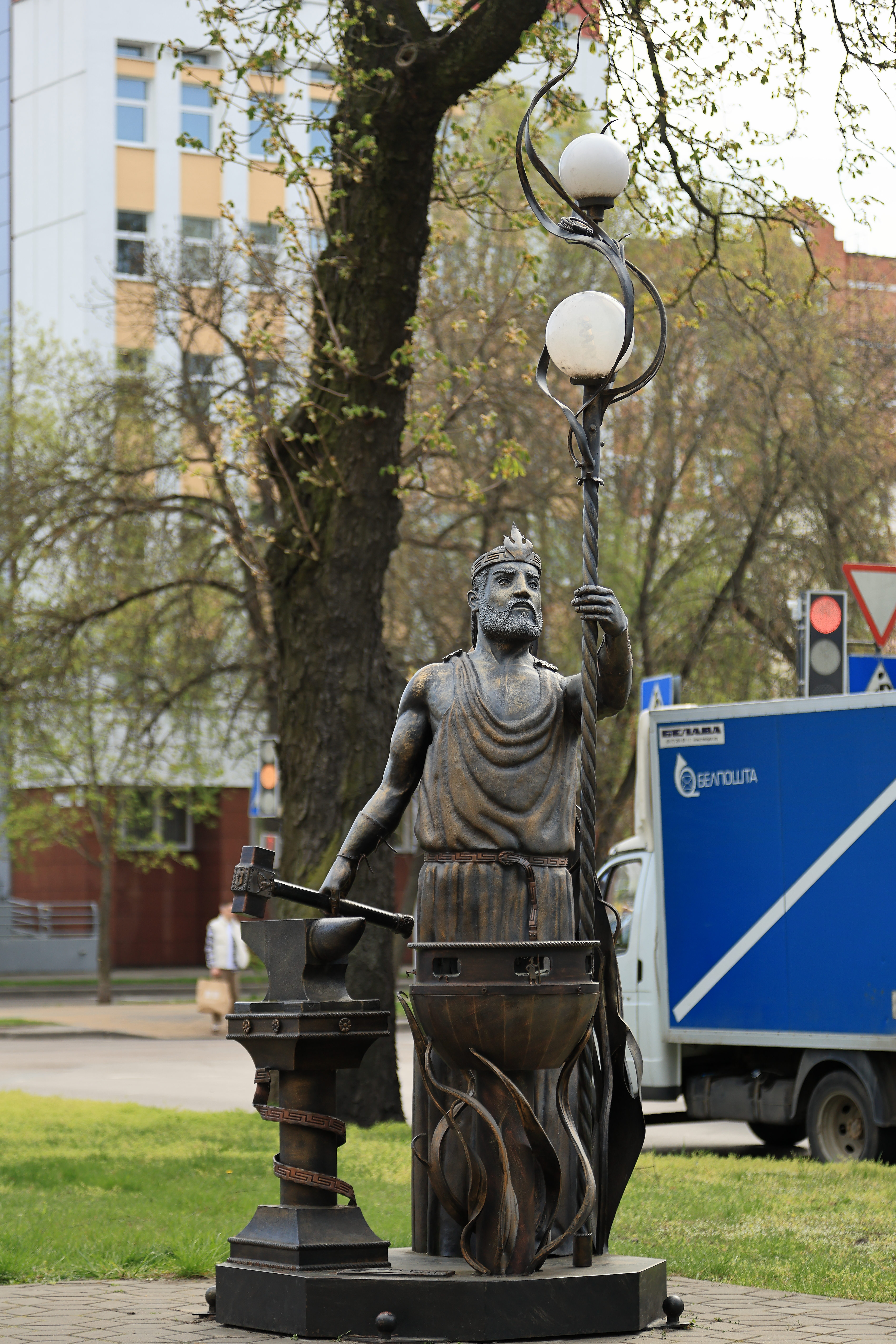
Гефест

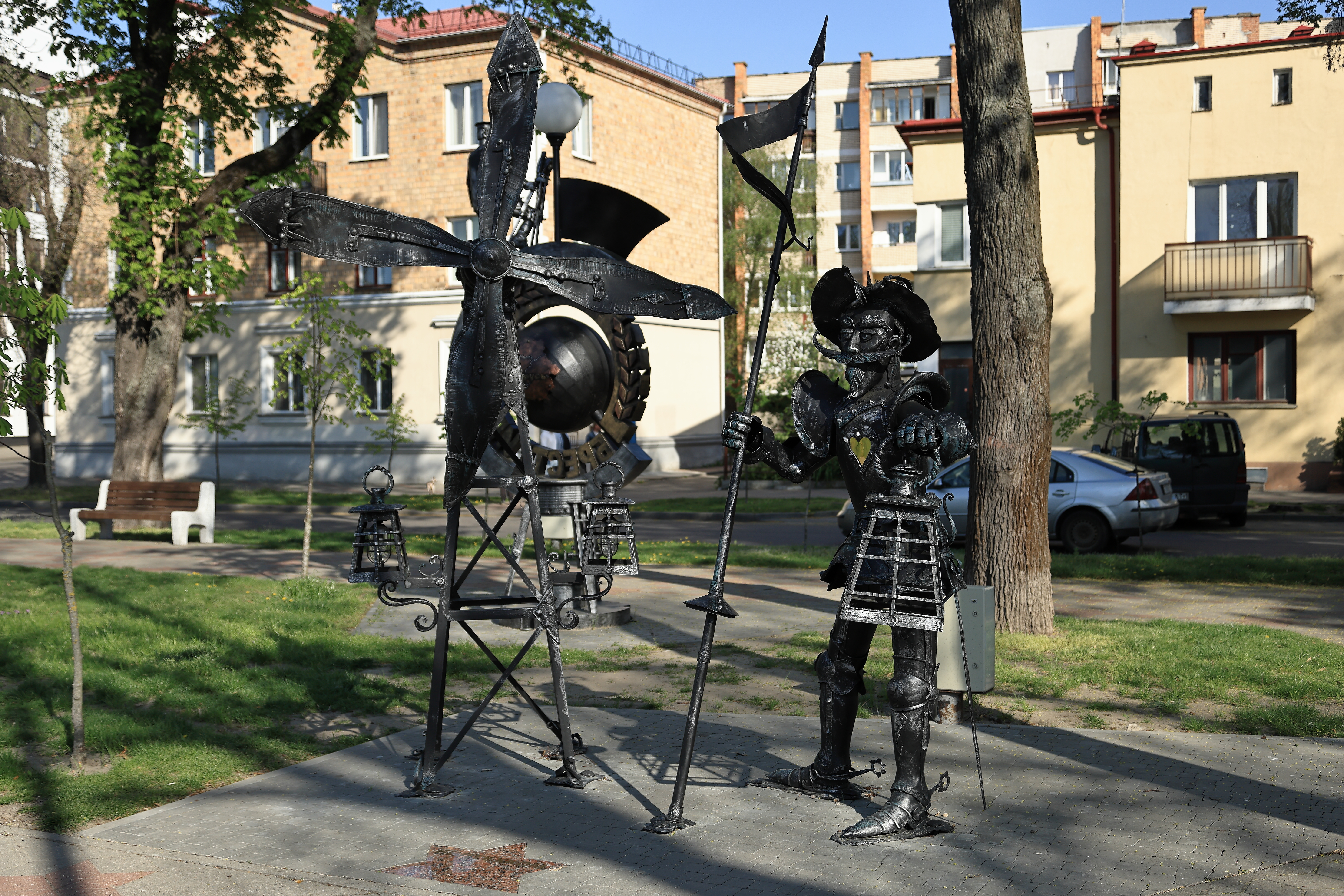
дон Кихот

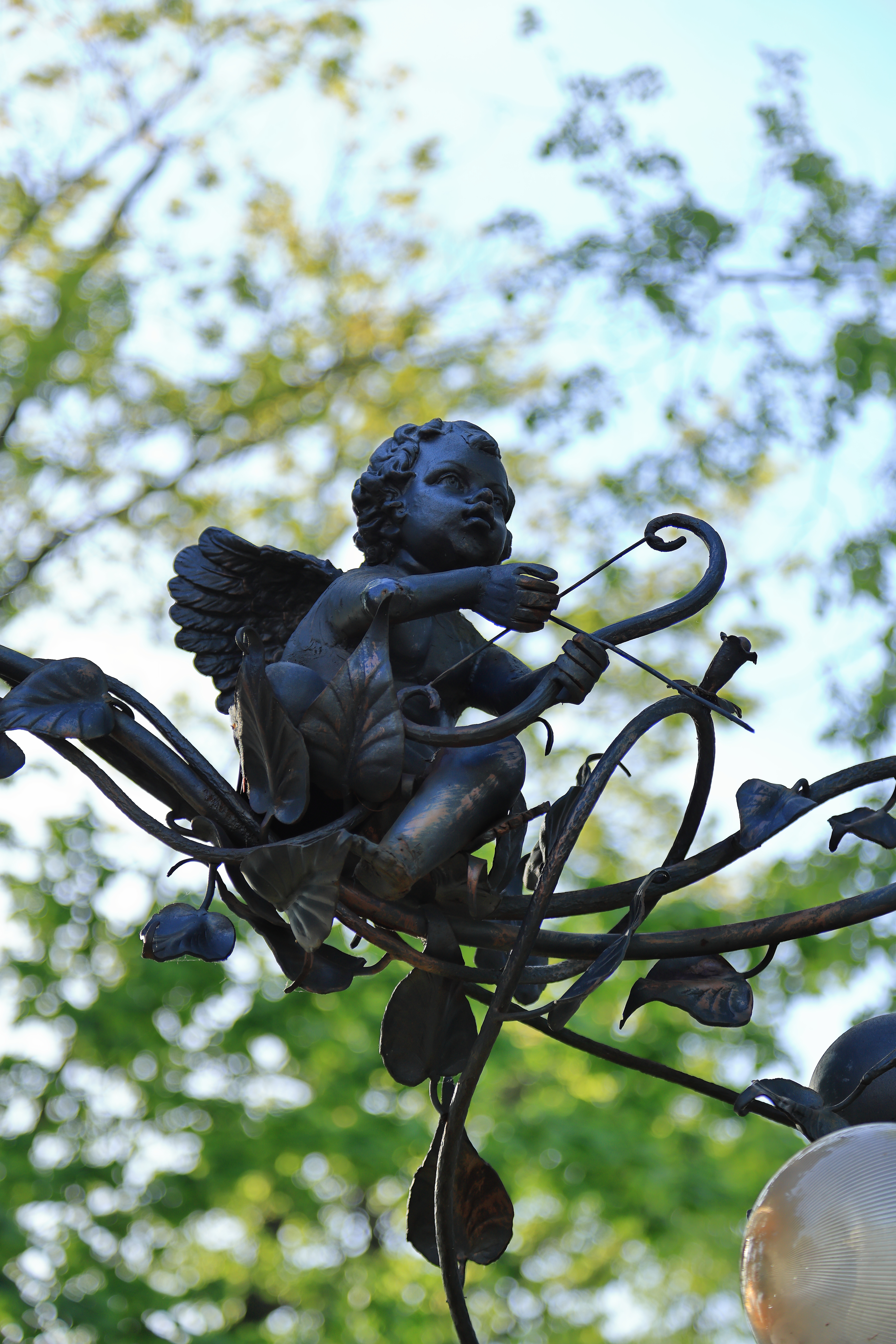
Купидон

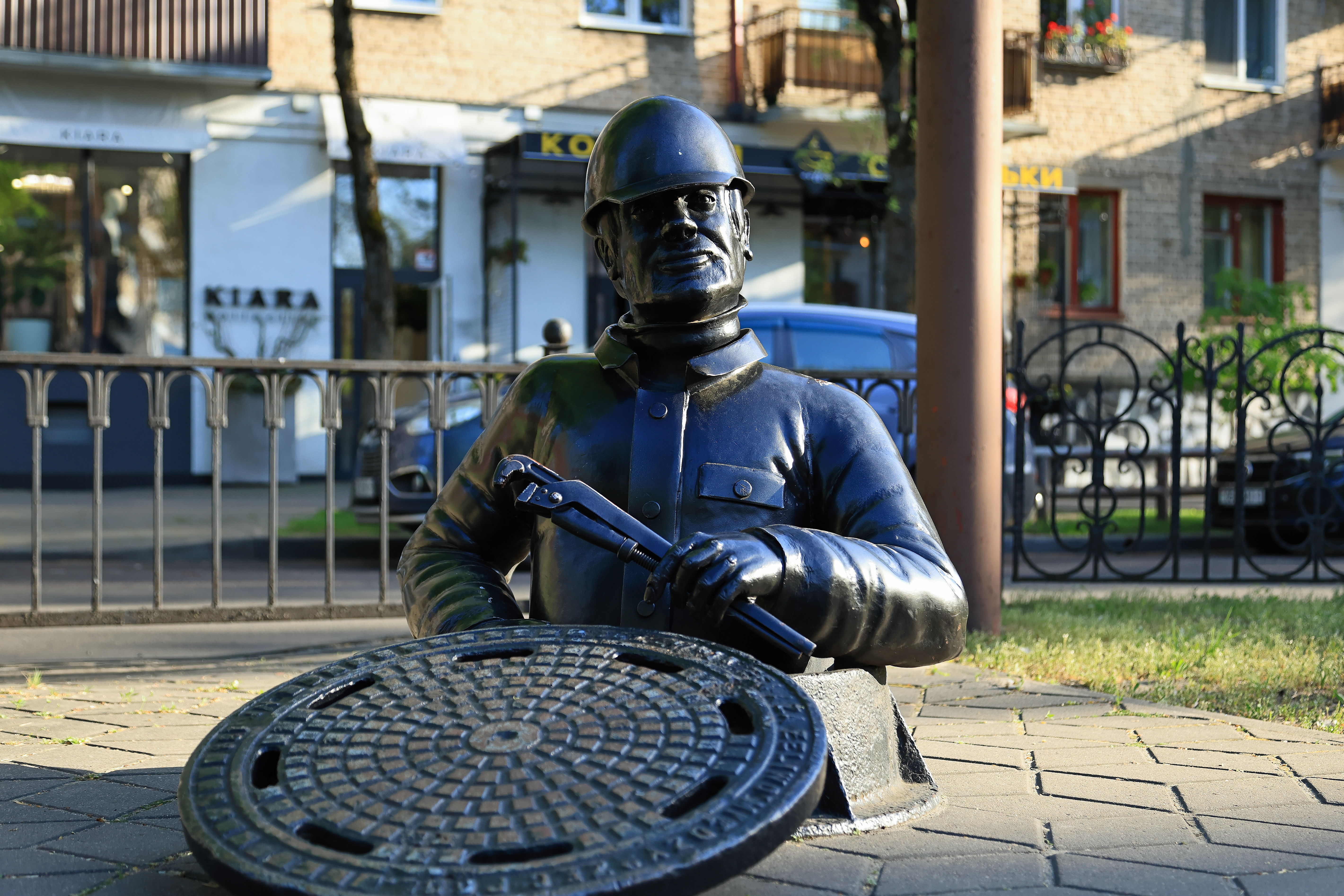
Коммунальник

Автором идеи по созданию данной аллеи является мэр города Бреста- Александр Сергеевич Палышенков. На реализацию данного проекта не было затрачено бюджетных средств. Вместо этого информация о проекте распространилась в деловых кругах, где быстро нашла отклик. В итоге «первая очередь» аллеи включила в себя 30 фонарей.
Инициатором установки аллеи стал известный брестский скульптор и кузнец Александр Чумаков. Примерно треть всех фонарей изготовил он.
Каждый фонарь на аллее – это отдельный арт-объект со своей идеей и задумкой, большинство из которых внешне отражают род деятельности предприятий, вложивших денежные средства на их изготовление. Здесь можно увидеть: отдельные скульптуры пожарника, торговца, кузнеца, чистильщика обуви, а также фонарь с глобусом, с натюрмортом и так далее.
У подножия кованых фигур расположены пятиконечные звезды, на которых выгравированы названия предприятий, вложивших денежные средства на изготовление фонарей и их установку.
Так как Аллея расположена на улице Гоголя, есть здесь и «литературные» фонари, посвященные творчеству русского прозаика Николая Васильевича Гоголя: «Какой русский не любит быстрой езды», «Мертвые души. Том второй», «Нос», «Вечера на хуторе близ Диканьки». Именно по этой причине местные жители называют аллею «литературной».
Первым фонарём считается фонарь, открытый работниками МЧС 25 июля 2013 года в День пожарной службы Республики Беларусь.
На данный момент аллея насчитывает 41 фонарь из кованого металла. Предполагается, что по всей длине улицы будут появляться другие различные тематические кованые изделия.
Фонари давно являются отличительной особенностью Бреста. На центральной пешеходной улице Советской – исторической части города – давно существует ритуал зажжения фонарей настоящим фонарщиком. Его задача – каждый вечер зажечь 17 керосиновых ламп. Одной из отличительных черт этой улицы является летучая мышь с фонарем в когтях – символ того, что в Бресте никогда не наступит тьма.

## Ссылки

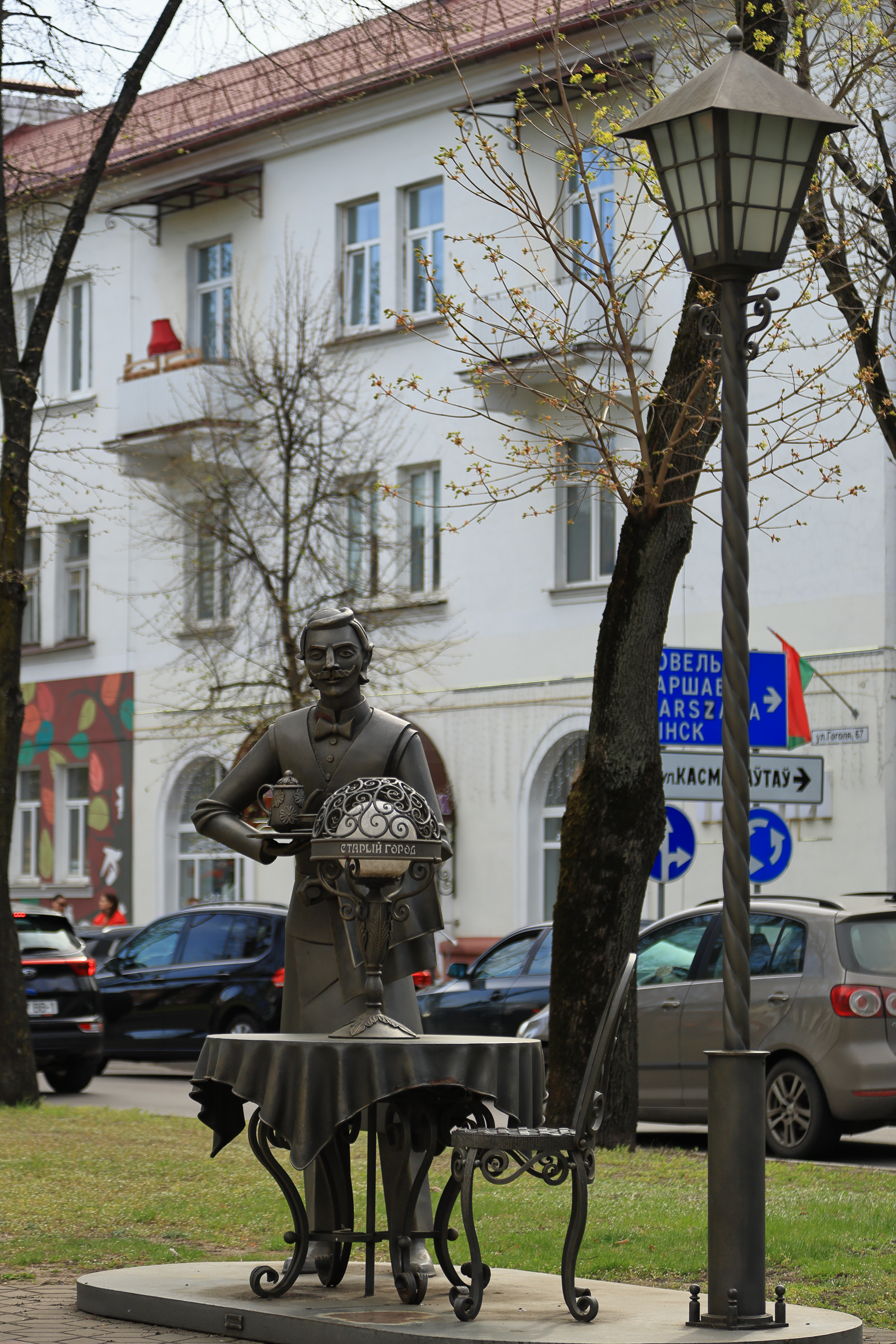
Официант